# Stavanger Stadion
Das Stavanger Stadion ist ein Fußballstadion mit Leichtathletikanlage in der norwegischen Stadt Stavanger, Fylke Rogaland. Heute besitzt das Stadion nach einem Umbau 5000 Plätze, von denen 1000 Sitzplätze sind. Anstelle der alten Tribüne liegen heute ein Fußballplatz und ein Fußballkleinfeld aus Kunstrasen.

## Geschichte
Die Sportstätte inmitten von Wohnhäusern wurde am 13. August 1917 eingeweiht, bis 2004 empfing der Fußballverein Viking Stavanger seine Gegner hier zu den Heimspielen. Seit Mai 2004 sind sie im vereinseigenen Viking-Stadion außerhalb der Stadt ansässig. Schon im Jahr der Einweihung fand vor 10.000 Zuschauern das Fußballpokalfinale der Männer zwischen dem Sarpsborg FK und Brann Bergen (4:1) statt. Das Stavanger Stadion besaß als erstes norwegisches Stadion einen Rasenplatz. 1929 folgte das zweite Pokalfinale; dieses Mal traf vor 13.000 Besuchern der Sarpsborg FK auf den FK Ørn. Nach einem 2:1-Sieg in der Verlängerung feierte Sarpsborg nochmals den Pokalsieg im Stavanger Stadion. Zum Aufeinandertreffen zwischen Viking Stavanger und Odd Grenland am 4. Oktober 1959 versammelten sich 19.800 Besucher in der Spielstätte. Dies bedeutet bis heute Zuschauerrekord und nach der Verringerung der Platzkapazität wird diese Bestmarke auch Bestand haben.
Nach dem Auszug von Viking Stavanger 2004 in das neue Viking-Stadion wurde das Stadion vorübergehend geschlossen. Zu dieser Zeit fasste es 17.555 Zuschauer. Die überdachte Haupttribüne wurde zurückgebaut und die Anlage einer Renovierung unterzogen. Einige Sitzreihen mit 3800 Plätzen der alten Tribüne wurden kostenlos an den Sandnes Idrettspark weitergeben, wo der Fußballverein Sandnes Ulf seine Partien austrägt.

## Spiele der norwegischen Fußballnationalmannschaft
Neun Mal war das Stavanger Stadion Schauplatz von Länderspielen der norwegischen Fußballnationalmannschaft, die offiziell vom Verband NFF geführt werden. So feierte man u. a. im Juli 1971 den ersten Sieg gegen England.
- 14. Aug. 1966:  Norwegen –  Finnland 1:1, Nordische Meisterschaft
- 03. Juli 1969:  Norwegen –  Bermuda 2:0, Freundschaftsspiel
- 21. Juli 1971:  Norwegen –  England 2:1, Freundschaftsspiel
- 03. Aug. 1972:  Norwegen –  Island 4:1, WM-Qualifikation
- 18. Juni 1975:  Norwegen –  Finnland 1:1, Olympiaqualifikation
- 26. Okt. 1979:  Norwegen –  Finnland 1:1, Olympiaqualifikation
- 28. Apr. 1982:  Norwegen –  Finnland 1:1, Nordische Meisterschaft
- 30. Okt. 1983:  Norwegen –  DDR 1:1, Olympiaqualifikation
- 22. Juni 1990:  Norwegen –  Schweden 1:2, Freundschaftsspiel

## Spiele der norwegischen U-21-Fußballnationalmannschaft
Bisher trat die U-21 der Männer sieben Mal im Stavanger Stadion an.
- 05. Juni 1974:  Norwegen –  Niederlande 0:0
- 05. Juni 1991:  Norwegen –  Italien 6:0
- 01. Juni 1993:  Norwegen –  England 1:1
- 21. Sep. 1993:  Norwegen –  Polen 3:1
- 15. Aug. 1995:  Norwegen –  Tschechien 3:4
- 10. Okt. 1995:  Norwegen –  England 2:2
- 24. Mär. 2001:  Norwegen –  Polen 1:2